# Calathea mirabilis
Calathea mirabilis es una especie fanerógama de la familia Marantaceae, nativa de Brasil.  

## Taxonomía
Calathea mirabilis fue descrita por Jacob-Makoy ex E.Morren y publicado en Ann. Hort. Belge Étrangère 24: 228. 1874.
Sinonimia
- Phyllodes mirabilis (Jacob-Makoy ex E.Morren) Kuntze	[2][3]